# Mãe Ode Ceci
Isabel Maria da Conceição de Oliveira mais conhecida como Mãe Catessu (1914 
-- 2001) foi uma ialorixá do Candomblé.
Foi iniciada em 1962 por Joãozinho da Gomeia, em Duque de Caxias, no Rio de Janeiro e recebeu a dijina Catessu.
Com a morte de João da Gomeia, Dona Isabel realizou suas obrigações com o babalorixá Waldemiro Costa Pinto.
Ilê Iá Mi Oxum Muiá foi fundado em 1956, no bairro da Casa Verde, em São Paulo,  ainda no período Umbandista, com o nome de Terreiro Afro São Lazaro.